# Onthophagus infuscatus
Onthophagus infuscatus là một loài bọ cánh cứng trong họ Bọ hung (Scarabaeidae).